# Station Gotanda
Station Gotanda  (五反田駅, Gotanda-eki) is een treinstation in de speciale wijk Shinagawa in Tokio.

## Lijnen
- JR East
  - Yamanote-lijn
- Toei Metro
  - Asakusa-lijn (Stationsnummer: A-05)
- Tokyu
  - Ikegami-lijn